# الثورة السلمية

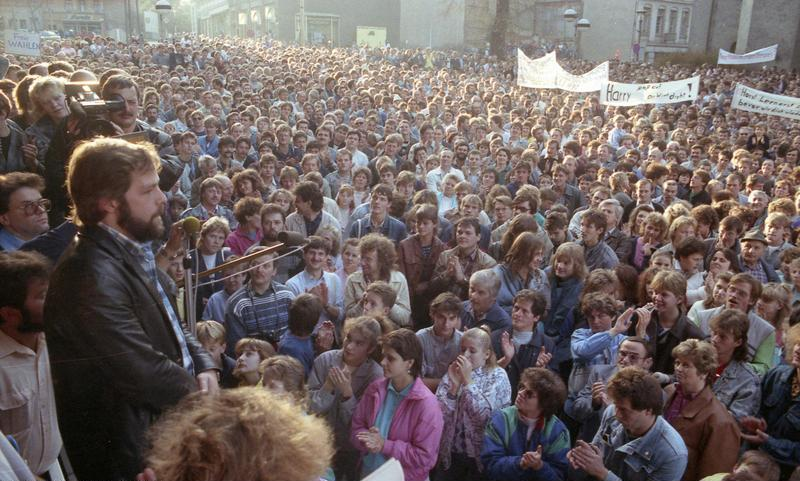
مظاهرة في 30 أكتوبر أمام بلاوين ل مجلس المدينة

الثورة السلمية (بالألمانية: Friedliche Revolution) كانت سلسلة من الاحتجاجات السياسية السلمية ضد نظام جمهورية ألمانيا الديمقراطية (GDR) من ألمانيا الشرقية, الاحتجاجات شملت حركة الهجرة فضلا عن مظاهرات في الشوارع، وكانت حالة من المقاومة السلمية، وغالبا ما تسمى أيضا المقاومة المدنية , هذا الحدث كان جزءا من الثورات لعام 1989.
في صيف عام 1989، أشادت الحكومة الألمانية الشرقية في الحزب الشيوعي الصيني بقرار استخدام العنف ضد المتظاهرين في ميدان السلام السماوي في عام 1989.